# Залесский, Владимир Иосифович
Залесский, Владимир Иосифович (1899 г., Нижний Тагил — 15 апреля 1975 г., Москва) — советский учёный-металлург, специалист в области технологии и оборудования кузнечно-штамповочного производства. Доктор технических наук, профессор кафедры «Прессование и кузнечное производство» Московского института стали. Заслуженный деятель науки Российской Федерации.

## Биография
Владимир Иосифович Залесский родился в 1899 г. в городе Нижний Тагил, где его отец, И. П. Залесский, возглавлял Выйский медеплавильный завод. После окончания Алексеевского коммерческого училища в 1917 году переехал в Москву. В годы Гражданской войны служил в РККА, в 1920 году закончил технические артиллерийские курсы, в 1928 г. — механический факультет МВТУ им. Н. Э. Баумана и начал работать в ЦНИИТМаше. Спустя два года перешел в Московский институт стали (МИС), где прошел путь от ассистента до профессора кафедры «Ковка-штамповка». В 1932 году был членом государственной комиссии по расследованию причин поломок на Первом государственном подшипниковом заводе.
В первый же день войны В. И. Залесский был вызван с дачи в военкомат. Ему отправили на зенитные установки, оборонявшие столицу. С 15 июля 1941 г. инженер-майор В. И. Залесский служил помощником командира противотанкового артиллерийского полка, затем помощником командира по технической части 36-й отдельной истребительно-противотанковой артиллерийской бригады на 1-м Прибалтийском фронте. В сентябре 1944 года участвовал в Шауляйской операции.
В январе 1945 года был отозван с фронта в Институт стали и возглавил кафедру «Кузнечно-штамповочное производство». Также работал начальником учебной части, проректором института по научной работе, деканом технологического факультета. Бессменно руководил кафедрой вплоть до 1972 года, а затем остался на кафедре профессором-консультантом.
В списке его научных трудов более 150 наименований. В 1964 году выпустил учебник «Оборудование кузнечно-прессовых цехов», ставший настольной книгой не только студентов и аспирантов, но и заводских инженеров.
Скончался 15 апреля 1975 г., похоронен на Новодевичьем кладбище.

## Избранные труды
- Залесский В. И. Курс лекций по оборудованию кузнечно-штамповочных цехов : Вып. 1- / Моск. ин-т стали им. И. В. Сталина. Кафедра кузнечно-штамповочного производства. — Москва : Б. и., 1958
- Основные вопросы развития кузнечно-штамповочного производства : Труды Всесоюз. науч.-техн. совещания 17-20 ноября 1956 г / [Отв. ред. проф. В. И. Залесский]; Науч.-техн. о-во машиностроит. пром-сти. Центр. правл. Секция обработки металлов давлением. — Москва : Б. и., 1958
- Залесский В. И. Участие секций обработки металлов давлением НТО Машпром в реализации решений XXII съезда КПСС : Доклад проф. Залесского В. И., прочит. на расширенном заседании Секции обработки металлов давлением с представителями обл. секций 11 янв. 1962 г. Решение Расширенного собрания Секции обработки металлов давлением Центрального правления НТО Машпром совместно с представителями секций областных правлений от 11 января 1962 г. / Науч.-техн. о-во машиностроит. пром. Центр. правл.. — Москва : Б. и., 1962.
- Залесский В. И. Оборудование кузнечно-прессовых цехов : [Учебник для металлург. вузов и фак.]. — Москва : Высш. школа, 1964.
- Залесский В. И., Максимов А. И., Богомолов В. В. Плоскостная калибровка штампованных поковок / Науч.-техн. о-во машиностроит. пром-сти. Ун-т техн. прогресса в машиностроении. Заочные курсы повышения квалификации ИТР по кузнечно-штамповочному производству. — Москва : Машиностроение, 1970.
- Берман С. И., Иманов Х. И., Залесский В. И. Производство гранул из сплавов на основе алюминия и прессование из них полуфабрикатов : (Обзор отеч. и зарубеж. литературы) / М-во цвет. металлургии СССР. Центр. науч.-исслед. ин-т информации и техн.-экон. исследований цвет. металлургии. — Москва : Б. и., 1971.
- Залесский В. И. Оборудование кузнечно-прессовых цехов : [Учебник для вузов по специальности «Обраб. металлов давлением»]. — 2-е изд., перераб. и доп. — Москва : Высш. школа, 1973.
- Залесский В. И., Троицкий В. П. Курсовое проектирование по курсу «Оборудование цехов по обработке металлов давлением» для специальности 0408 «Обработка металлов давлением», специализация «Кузнечно-штамповочное производство» : Учеб. пособие / Моск. ин-т стали и сплавов. Кафедра обработки металлов давлением. — Москва : Б. и., 1975.

## Признание
В. И. Залесский был награжден орденами Красной Звезды, Трудового Красного Знамени, медалями «За оборону Москвы», «За доблестный труд в Великой Отечественной войне 1941-45 гг.» и другими наградами. В 1966 году ему было присвоено почетное звание «Заслуженный деятель науки и техники РСФСР».